# Panfu
Panfu var en virtuell värld för barn och ungdomar mellan 6 och 14 år. Efter att ha registrerat sig kunde spelaren skapa en panda som kunde gå runt i Panfu-världen och chatta med andra pandor. Man kunde även köpa kläder att styla sin panda med, möbler att ha i sin träkoja, och husdjur. Det fanns olika minispel på hela ön, som spelarna kunde spela för att tjäna "pandamynt" med, som var spelets virtuella valuta. Efter 2014 sjönk spelet i popularitet och i mitten av 2014 togs chattfunktionen bort, vilket ledde till att användarna endast kunde chatta med varandra genom förutbestämda fraser såsom "Hej!" och "Vill någon komma på festen?" som fanns med i världen. I november 2016 stängde spelet permanent ner och webbsidan blev borttagen från nätet.